# Ромбаут, Ян
Йоаннес Хендрикюс Герардюс (Ян) Ромбаут (нидерл. Joannes Hendricus Gerardus "Jan" Rombout; 21 января 1929, Тилбург — 30 мая 2002, там же) — нидерландский тренер и футболист, игравший на позициях нападающего, полузащитника и защитника, выступал за тилбургский клуб НОАД.

## Клубная карьера
Ян Ромбаут начинал футбольную карьеру в команде НОАД из Тилбурга. В основе дебютировал в 1946 году в возрасте 17 лет, первоначально играл на позиции правого крайнего нападающего, но позже стал использоваться и в центре нападения. В 1947 году в составе резервной команды стал победителем чемпионата второго класса среди резервистов. В марте 1949 года Ромбаут вместе с одноклубником Лауэром вызывался в юношескую сборную, а в мае того же года получал вызов в военную сборную Нидерландов. В сезоне 1948/49 его команда стала победителем регионального чемпионата Нидерландов первого класса, но в турнире за чемпионский титул НОАД занял последнее 6-е место.
В переходном сезоне 1955/56 команда НОАД заняла 9-е место в группе А чемпионата и по итогам стыковых матчей получила право выступать в новом турнире — Эредивизи, едином чемпионате страны. Первую игру в новом чемпионате Ян провёл 2 декабря 1956 года против клуба БВВ — дома на стадионе «Индюстристрат» его команда сыграла вничью со счётом 0:0. В течение сезона Ромбаут сыграл в чемпионате 22 матча — НОАД в первом в истории сезоне Эредивизи занял 12-е место.
За четыре сезона в Эредивизи сыграл 102 матча и забил 1 гол — в сезоне 1960/61 его команда заняла последнее место в чемпионате и навсегда покинула высший дивизион страны. В 1961 году закончил игровую карьеру и стал тренером.
Получив тренерский диплом категории D, Ян стал работать в клубе «Де Валк» из Валкенсварда. Под его руководством команда в сезоне 1962/63 стала победителем чемпионата первого класса среди любителей. Затем тренировал клуб третьего класса ВОАБ из Гойрле, а также поработал помощником тренера в командах НОАД и ПСВ. В 1970 году возглавил клуб третьего класса «Ойрсхот Ворёйт». В первом сезоне его команда заняла третье место в чемпионате, а годом спустя заняла первое и смогла подняться во второй класс. С июля 1972 по март 1974 года работал в клубе «Козаккен Бойз».

## Личная жизнь
Отец — Ян Ромбаут, был родом из города Вианен, мать — Гейсбердина Адриана ван дер Вил, родилась в Валвейке.
Умер в мае 2002 года в возрасте 73 лет, был женат на Нелли Смит. Похоронен на приходском кладбище в Тилбурге.